# Хот Салфер Спрингс (Колорадо)
Хот Салфер Спрингс (енгл. Hot Sulphur Springs) град је у америчкој савезној држави Колорадо.

## Демографија
По попису из 2010. године број становника је 663, што је 142 (27,3%) становника више него 2000. године.
| Група             | 2000.       | 2010.       |
| Белци             | 475 (91,2%) | 606 (91,4%) |
| Афроамериканци    | 2 (0,4%)    | 0 (0,0%)    |
| Азијати           | 0 (0,0%)    | 2 (0,3%)    |
| Хиспаноамериканци | 37 (7,1%)   | 51 (7,7%)   |
| Укупно            | 521         | 663         |